# Стралџа
Стралџа (буг. Стралджа) град је у Републици Бугарској, у југоисточном делу земље, седиште истоимене општине Стралџа у оквиру Јамболске области.

## Географија
Положај: Стралџа се налази у југоисточном делу Бугарске. Од престонице Софије град је удаљен 330 km источно, а од обласног средишта, Јамбола град је удаљен 22 km североисточно.
Рељеф: Област Стралџе се налази на источном ободу Горњетракијске котлине, у области долине Тунџе. Град се сместио у равничарском подручју, на око 150 m надморске висине.
Клима: Клима у Стралџи је измењено континентална клима са утицајем оближњег Егејског мора.
Воде: Кроз област Стралџе протиче више мањих водотока, који се уливају у оближњу реку Тунџу.

## Историја
Област Стралџе је првобитно било насељено Трачанима, а после њих овом облашћу владају стари Рим и Византија. Јужни Словени ово подручеје насељавају у 7. веку. Од 9. века до 1373. године област је била у саставу средњовековне Бугарске.
Крајем 14. века област Стралџе је пала под власт Османлија, који владају облашћу 5 векова.
Године 1885. град је постао део савремене бугарске државе. Насеље постоје убрзо средиште окупљања за села у околини, са више јавних установа и трговиштем.

## Становништво
По проценама из 2010. године Стралџа је имала око 6.300 становника. Огромна већина градског становништва су етнички Бугари. Остатак су махом Роми. Последњих 20ак година град губи становништво због удаљености од главних токова развоја у земљи.
Претежан вероисповест месног становништва је православље.